# TV Unimep
TV Unimep é um Canal de televisão universitário brasileiro sediada em Piracicaba e pertencente à Universidade Metodista de Piracicaba. A TV foi criada em 1998, com sua primeira transmissão ocorrida em julho de 2000, e é transmitida através do Canal 13 da NET (apenas para a região de Piracicaba), além de ter seus programas disponibilizados no YouTube. Em 2019, uma edição especial do programa Em Foco sobre o Salão Internacional de Humor de Piracicaba, produzido em conjunto entre a TV Unimep e o Salão Universitário de Humor da Unimep, ganhou o Troféu HQ Mix na categoria "Produção para outras linguagens".